# メルセデス・ベンツ・EQA
EQA（社内コード：H243）とはメルセデス・ベンツがEQブランドで販売する電動のCセグメント高級クロスオーバーSUVである。

## 概要

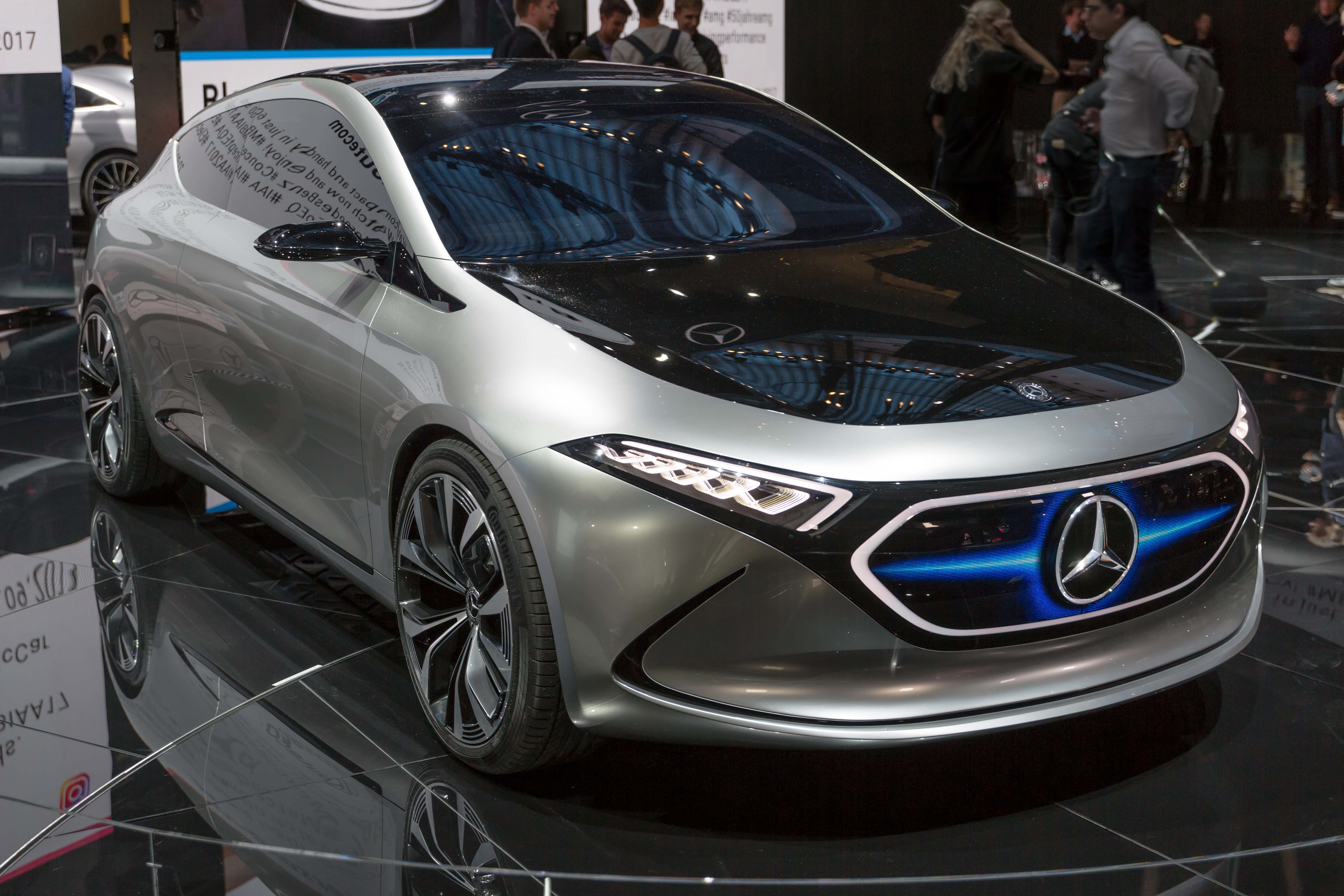
コンセプトEQA

2017年のフランクフルトモーターショーにてコンセプトモデル「コンセプトEQA」が公開され、2021年2月から欧州で、同年4月から日本で発売された。EQAはEQCに次ぐ第2弾のEV専用モデルとなる。
EQAはGLAとプラットフォームやインテリアなどを共有する兄弟車で、前後のアクスル間に60kWh以上のリチウムイオンバッテリーを搭載する。またパワートレインをシャシー・ボディーから切り離すなどの対策により、従来のEVより静粛性を高めている。
ボディシェルもGLAと共用のため、エクステリアの全体的なシルエットはGLAと類似する。一方で、EQブランドに共通するフロントグリルや左右で一直線に繋がったテールランプ、空力的に最適化されたホイールなど、EQA独自のデザインによりGLAと差別化された。空力性能もGLAから改善され、Cd値は0.28を達成した。またEQA250+のバッテリー容量が70.5kWhに拡大された。
2023年3月にフェイスリフトを実施。フロントグリル等のデザインが変更され、リアの形状が空力的に最適化された。またEQA250+のみバッテリー容量が増加した。

## 動力
動力のラインナップは以下の通り。
発売当初、最廉価グレードであるEQA250にはフロントに1基の誘導モーターが搭載されていたが、2022年5月からより高効率な同期モータに変更されたことで、航続距離が向上した。4WDモデルにはフロントに1基の誘導モーター、リヤに1基の同期モータが搭載される。
リチウムイオンバッテリーの容量は、EQA250+以外の全グレードで66.5kWhである。EQA250+は2023年8月のフェイスリフトでバッテリー容量が70.5kWhに拡大された。
2024年4月まではEQA250が日本で発売されていたが、2024年4月の日本仕様のマイナーチェンジで、グレードがEQA250+に変更された。
| モデル         | 販売時期        | 駆動方式 | 最高出力        | 最大トルク | バッテリー容量 | WTLP航続距離 |
| -------------- | --------------- | -------- | --------------- | ---------- | -------------- | ------------ |
| EQA 250        | 2021/02-2022/05 | FWD      | 140 kW (190 PS) | 375 Nm     | 66.5 kWh       | 426 km       |
| EQA 250        | 2022/05-        | FWD      | 140 kW (190 PS) | 385 Nm     | 66.5 kWh       | 490 km       |
| EQA 250+       | 2022/03-2023/07 | FWD      | 140 kW (190 PS) | 385 Nm     | 66.5 kWh       | 500 km       |
| EQA 250+       | 2023/08-        | FWD      | 140 kW (190 PS) | 385 Nm     | 70.5 kWh       | 563 km       |
| EQA 300 4MATIC | 2021/05-        | 4WD      | 168 kW (228 PS) | 390 Nm     | 66.5 kWh       | 400-426 km   |
| EQA 350 4MATIC | 2021/05-        | 4WD      | 215 kW (292 PS) | 520 Nm     | 66.5 kWh       | 409-432 km   |